# Instituto Curicaca
O Instituto Curicaca é uma ONG ambientalista brasileira.
Foi fundado em Cambará do Sul em 12 de junho de 1997, e atualmente está sediado em Porto Alegre. Sua missão declarada é "contribuir para a viabilidade de todas as formas de vida, promover o respeito aos processos ecológicos, a conservação da biodiversidade, o desenvolvimento sustentável, a diversidade cultural e a valorização dos bens, expressões, práticas e saberes nos biomas Mata Atlântica, Pampa e Zona Costeira. Nossas ações buscam impulsionar o processo de resolução social de problemas ambientais, incluindo uma postura reflexiva no mundo e a coexistência mais harmônica entre o ser humano e a natureza".
O instituto atua de forma independente mas também tem estabelecido diversas parcerias com pessoas, entidades privadas e instituições do governo para o desenvolvimento de estudos científicos, relatórios técnicos e uma variedade de projetos de conservação e conscientização. Desde 2003 tem marcado forte presença no litoral norte do estado. Entre outros, um projeto destinou-se à qualificação e sensibilização ambiental de professores e alunos de escolas públicas para a formação de educadores e multiplicadores do conhecimento, dentro do âmbito do Projeto Biodiversidade, em parceria com o Centro de Ecologia da UFRGS, beneficiando 46 escolas estaduais, 16 Coordenadorias Regionais de Educação e 176 professores/multiplicadores, e envolvendo cerca de 8.800 alunos; o Programa de Conservação e Uso Sustentável dos Butiazais avaliou o impacto do uso humano dos butiás sobre a ecologia da região; com o Grupo O Boticário luta pela preservação de 100 km de dunas costeiras, fez estudos científicos de grande escopo e ações de conservação e conscientização relativos ao Parque Estadual de Itapeva; e a Ação Cultural de Criação Saberes e Fazeres da Mata Atlântica foi voltada para a conservação da biodiversidade associada à valorização das culturas locais. Participou ativamente do processo de criação e implantação de corredores ecológicos, do Parque de Itapeva, em Torres, e da Reserva Particular do Patrimônio Natural Mata do Professor Baptista, em Dom Pedro de Alcântara, e participa do conselho gestor de diversas unidades de conservação da região.
Também atua em outras regiões do estado. Participou da elaboração dos diagnósticos preliminares para o plano de manejo do Parque Nacional dos Aparados da Serra, dentro do Projeto Conservação da Mata Atlântica do Rio Grande do Sul enviou um representante para a criação de um diagnóstico das espécies exóticas invasoras em unidades de conservação do estado; em parceria com o Instituto Nacional de Colonização e Reforma Agrária, o IBAMA, a Fundação Zoobotânica e outras entidades desenvolve o Projeto de Conservação da Biodiversidade no Refúgio de Vida Silvestre Banhado dos Pachecos, em Viamão, onde há espécias ameaçadas e assentamentos indígenas, participa de projetos voltados para o Parque Nacional da Lagoa do Peixe, no sul do estado,  e é membro da Assembleia Permanente de Entidades em Defesa do Meio Ambiente do Rio Grande do Sul, entidade que preside o Comitê Estadual da Reserva da Biosfera da Mata Atlântica. Sua atuação foi reconhecida nacionalmente com o Prêmio Muriqui, do Conselho Nacional da Reserva da Biosfera da Mata Atlântica, e o Prêmio FIES — Fundo Itaú de Excelência Social, do Banco Itaú.